# Eksplozje w Gërdec
Eksplozje w Gërdec – seria eksplozji, do których doszło 15 marca 2008 w bazie wojskowej we wsi Gërdec, leżącej 18 km na północny zachód od Tirany. W wyniku eksplozji śmierć poniosło 26 osób, a ponad 296 zostało rannych.

## Eksplozje
15 marca 2008 o godzinie 11:58 (czasu lokalnego) w bazie doszło do pierwszych niewielkich eksplozji. Według relacji świadków pierwszy wybuch był stosunkowo niewielki i prawdopodobnie pozwolił na ucieczkę osobom znajdującym się w bazie. Dwie minuty później nastąpiły dwie największe eksplozje (prawdopodobnie w tunelach, w których przechowywano amunicję), które kompletnie zniszczyły samą bazę, jak też wywołały ogromne spustoszenia w Vorze. Krater, który powstał w wyniku tej eksplozji miał średnicę 50 m i głębokość do 20 m. Kolejne słabsze już eksplozje nastąpiły około 12:40. W wyniku wypadku zginęło lub zmarło z ran 26 osób (19 mężczyzn, 5 kobiet i 2 dzieci). Cztery ofiary znaleziono w bezpośrednim sąsiedztwie miejsca największej eksplozji. Znajdujący się blisko miejsca wybuchu dom, zamieszkany przez rodzinę Deliu, został całkowicie zniszczony, grzebiąc cztery osoby. Spośród 296 rannych, 16 osób w stanie bardzo ciężkim przewieziono wojskowymi helikopterami do szpitala w greckiej Janinie oraz do Włoch. Do pojedynczych eksplozji dochodziło jeszcze do godziny 1:00 w nocy. Z uwagi na wybuchające nadal pociski ekipy ratunkowe w pierwszych godzinach po katastrofie nie mogły dotrzeć w pobliże bazy.
Część osób znajdujących się w strefie wybuchu znalazła schronienie w tunelach w rejonie pobliskiej góry Mali e Gerdecit (286 m n.p.m.), zbudowanych w okresie rządów Envera Hodży. Kilka godzin po wybuchu Vora wyglądała jak pobojowisko, a starzy mieszkańcy porównywali swoje doświadczenia do czasów wojny. 180 domów w mieście zostało zniszczonych do tego stopnia, że nie nadawały się do ponownego zamieszkania. Większość rannych stanowili mieszkańcy okolicznych miejscowości. We wsi Marikaj, znajdującej się niedaleko od miejsca tragedii wybuch zniszczył wszystkie szyby i zerwał większość dachów. Mieszkańców uratowała szybka ucieczka z domów. W pobliżu miejsca katastrofy przebiega droga szybkiego ruchu E852 Durrës – Tirana. Wybuch nastąpił w sobotę, kiedy na drodze ruch jest intensywny, z uwagi na wesela i wyjazdy weekendowe z Tirany. Policji udało się jednak stosunkowo szybko zablokować ruch na drodze. Część rannych znajdowała się w samochodach, jadących tą drogą, a także w barach i kawiarniach, których wiele powstało wzdłuż drogi. Mniejsze zniszczenia zanotowano w pobliżu lotniska w Rinas. Ludność z okolicznych wsi została ewakuowana opancerzonymi samochodami, należącymi do wojska.

## Następstwa
Wskutek katastrofy uległo uszkodzeniu 4200 domów mieszkalnych, z czego 412 zostało zniszczonych całkowicie. Tragedia w Gërdec wywołała gwałtowne protesty opozycji socjalistycznej. Do dymisji podał się albański minister obrony, Fatmir Mediu. Odpowiadając na żądania opozycji aby także premier podał się do dymisji, Sali Berisha stwierdził, że nie miał świadomości, że składy amunicji znajdują się tak blisko gęsto zaludnionych obszarów. Aresztowano cztery osoby z firmy, zajmującej się niszczeniem amunicji w bazie Gërdec.
W związku z katastrofą prezydent Bamir Topi ogłosił 18 marca dniem żałoby narodowej w całej Albanii.

## Przyczyna katastrofy
Przyczyną katastrofy był prawdopodobnie brak ostrożności w obchodzeniu się ze zgromadzoną w Gërdec amunicją. Waga amunicji przeznaczonej do zniszczenia w całej Albanii jest szacowana na 100 tysięcy ton i jest przechowywana w 64 bazach wojskowych. Z uwagi na położenie w pobliżu lotniska w Rinas w Gërdec przechowywano zasoby amunicji przeciwlotniczej i pociski artyleryjskie kalibru 152 mm, produkcji sowieckiej i chińskiej, łącznie około 3 tysięcy ton. Składowano ją tam w latach 1960-1965. Demontażem tej amunicji zajmowały się albańskie firmy MEICO i AlbDemil. W bazie w momencie katastrofy pracowało ok. 100 osób, w większości kobiet. Według relacji jednego z pracowników bazy w miejscu tym pracowały osoby z okolicznych wsi, które nie posiadały żadnych kwalifikacji, ani odpowiedniego przeszkolenia, w tym także małoletni. Nie realizowano podstawowych procedur zapewnienia bezpieczeństwa, poza umieszczeniem tablic, informujących o zakazie palenia.

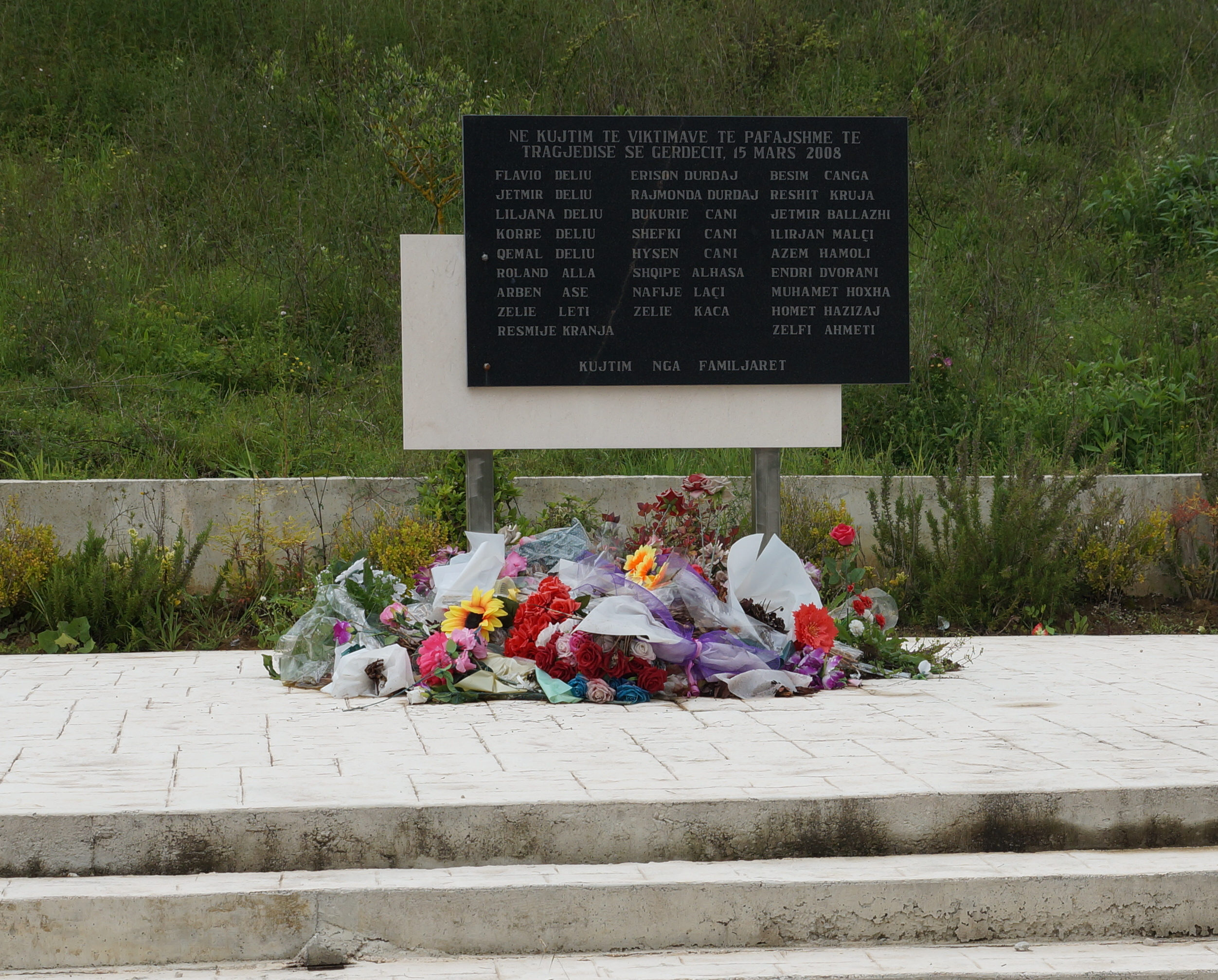
Pomnik ofiar eksplozji

## Ofiary katastrofy
1. Zelfi Ahmeti (54 lata)
2. Shqipe Alhasa (25 lat)
3. Roland Alla (20 lat)
4. Arben Ase (31 lat)
5. Jetmir Ballazhi (19 lat)
6. Besim Canga (50 lat)
7. Bukurie Cani (46 lat)
8. Hysen Cani (52 lata)
9. Shefki Cani (36 lat)
10. Flavio Deliu (3 lata)
11. Jetmir Deliu (21 lat)
12. Korre Deliu (45 lat)
13. Liljana Deliu (23 lata)
14. Qemal Deliu (47 lat)
15. Erison Durdaj (10 lat)
16. Rajmonda Durdaj (40 lat)
17. Endri Dvorani (36 lat)
18. Azem Hamoli (44 lata)
19. Homet Haziziaj (62 lata)
20. Muhamet Hoxha (59 lat)
21. Zelie Kaca (29 lat)
22. Resmije Kranja (19 lat)
23. Reshit Kruja (47 lat)
24. Nafije Laci (35 lat)
25. Zelie Leti (19 lat)
26. Ilirjan Malçi (45 lat)